# Николаево-Козловский
Никола́ево-Козло́вский — хутор в Неклиновском районе Ростовской области.
Входит в состав Васильево-Ханжоновского сельского поселения.

## Население
| 2010 |
| ---- |
| 434  |

## Улицы
- ул. Азовская,
- пер. Первомайский,
- ул. Степная,
- пер. Украинский,
- ул. Шолохова.